# Bangabandhu-1
O Bangabandhu-1 é um satélite de comunicação geoestacionário bengali que foi construído pela Thales Alenia Space. Ele está localizado na posição orbital de 119 graus de longitude leste e é operado pela Thales Alenia Space para a Comissão Reguladora de Telecomunicações de Bangladexe. O satélite foi baseado na plataforma Spacebus-4000B2 e sua expectativa de vida útil é de 15 anos.

## História
O Bangabandhu-1 foi o primeiro satélite de Bangladexe. Em 29 de março de 2010, Rajiuddin Ahmed Raju, ministro dos correios e das telecomunicações, tinha anunciado pela primeira vez a decisão do governo bengali de lançar o primeiro satélite do país para o espaço em 2015, este prazo foi posteriormente adiado. O projeto naquela data foi estimado para custar 30 bilhões de BDT e a vida útil do satélite seria de cerca de quinze anos, onde pode ter ganhos dentro dos primeiros cinco anos. O satélite vai ficar a 119 graus de longitude leste. A empresa Space Partnership International, dos Estados Unidos, foi atribuído pelo país para projetar e lançar o satélite.
O satélite foi encomendado em novembro de 2015 a Thales Alenia Space, que iria construir, lançar e operar o satélite para a Comissão Reguladora de Telecomunicações de Bangladexe.

## Lançamento
O satélite foi lançado ao espaço no ano 11 de maio de 2018, às 20:14 UTC, por meio de um veículo Falcon 9 Block 5 a partir da Estação da Força Aérea de Cabo Canaveral, na Flórida, Estados Unidos. Ele tinha uma massa de lançamento de 3700 kg.

## Capacidade
O Bangabandhu-1 está equipado com 14 transponders em banda C e 26 em banda Ku.